# ريكس مورغان
ريكس مورغان (27 أكتوبر 1948 في الولايات المتحدة - 15 يناير 2016 بجاكسونفيل في الولايات المتحدة) (بالإنجليزية: Rex Morgan)‏ هو مدرب كرة سلة ولاعب كرة سلة أمريكي في مركز هجوم خلفي. لعب مع بوسطن سيلتكس.

## وصلات خارجية
- ريكس مورغان على موقع إن بي أي (الإنجليزية)
- ريكس مورغان على موقع سبورتس رفرنس (الإنجليزية)
- ريكس مورغان على موقع كلية كرة السلة في سبورتس رفرنس.كوم (الإنجليزية)
- ريكس مورغان على موقع ريلجم (الإنجليزية)
- ريكس مورغان على موقع بروبوليرز (الإنجليزية)